# White Christmas (lied)
White Christmas is een bekend kerstlied, geschreven door Irving Berlin en opgenomen door tal van artiesten. De vertolking door Bing Crosby is de meest verkochte plaat en kerstplaat aller tijden.
Irving Berlin schreef het nummer rond 1940; wanneer precies is niet bekend, omdat Berlin verschillende versies heeft verteld over het ontstaan van het lied.
Bing Crosby zong het voor het eerst in het openbaar tijdens zijn NBC-radioprogramma op kerstdag 1941. Het jaar daarop nam hij het op voor Decca Records. De begeleiding werd verzorgd door het orkest van John Scott Trotter en de Ken Darby Singers. De plaat bereikte het nummer 1 op de Billboard-pophitparade op 31 oktober 1942, en bleef die plaats elf weken lang bezetten. Decca bracht de plaat tijdens latere kerstperioden opnieuw uit en ze bereikte nog tweemaal het nummer 1, in 1945 en januari 1947. 
De plaat kwam gelijktijdig uit met de muzikale film Holiday Inn, waarin Crosby het lied samen met Marjorie Reynolds zingt, maar haar stem werd gedubd door Martha Mears. Irving Berlin kreeg een Academy Award voor Beste Originele Nummer voor de uitvoering in de film.
In 1947 nam Bing Crosby het nummer opnieuw op voor Decca, omdat de oorspronkelijke master versleten was. De eerste begeleiders werden opnieuw gebruikt om het origineel zo veel mogelijk te benaderen. Crosby zong het nummer opnieuw in de muzikale film White Christmas van 1954.
Bing Crosby's versie van White Christmas werd reeds in het allereerste Guinness Book of Records van 1955 vernoemd als meest verkochte plaat aller tijden, en dat is ze sindsdien gebleven. In 2009 waren er naar schatting meer dan 50 miljoen exemplaren van verkocht (op 78 toeren, 45-toeren-single of lp/cd). Inmiddels is Thriller van Michael Jackson ook meer dan 50 miljoen maal verkocht.
Honderden andere artiesten hebben een versie opgenomen van dit nummer, o.a. Frank Sinatra die het in 1944 opnam en er drie jaar na elkaar, in 1944, 45 en 46, de top-10 mee haalde op Billboard Magazine's pophitlijst. In 1954 namen The Drifters, met Clyde McPhatter als leadzanger een R&B-versie op. Elvis Presley nam het op in 1957. De Vlaamse zanger Christoff maakte er in 2008 een duet van met Bing Crosby, gebruik makende van diens opname uit 1947.
Onder andere The Carpenters namen de ongebruikelijker lange versie op, die wel duidelijker het verlangen naar een "Witte Kerst" accentueert.

## NPO Radio 2 Top 2000
| Nummer met noteringen in de NPO Radio 2 Top 2000 | '99 | '00 | '01  | '02  | '03  | '04  | '05  | '06  | '07  | '08  |
| ------------------------------------------------ | --- | --- | ---- | ---- | ---- | ---- | ---- | ---- | ---- | ---- |
| White Christmas                                  | 218 | 712 | 1732 | 1480 | 1402 | 1476 | 1579 | 1927 | 1701 | 1612 |

1. ↑  Een vetgedrukt getal geeft de hoogste notering aan.
2. ↑  Deze tabel is bijgewerkt tot en met de meest recente editie (2024).